# NECパープルロケッツ
NECパープルロケッツ（NEC Purple Rockets）は、バスケットボール日本リーグに参加していたNECの女子バスケットボールチームである。東京都港区を本拠地としていた。

## 歴史
1976年創部。
1983年、日本リーグ2部昇格。翌年には1部昇格。
その後一度2部降格となるも、1987年に1部復帰。
しかし、1部は長く残留できず、1994年に2部、1995年には実業団まで降格。
1996年、全日本実業団で優勝し日本リーグ2部復帰。
1997年廃部。

## 主な歴代所属選手
- メディナ・ディクソン
- 伊藤久恵
- 面谷真希
- 内藤直美
- 関雪絵
- 山本有希子
- 安富静香